# Copa Príncipe de Asturias
De Copa Príncipe de Asturias is een voormalig Spaans voetbaltoernooi dat vernoemd is naar de prins van Asturië. Dit toernooi liep van 1914/15 tot 1925/26 en het was een bekercompetitie tussen regionale selecties. De editie van 1925/26 werd gespeeld tussen de twee regionale selecties die het toernooi het meest wonnen, Catalonië en Asturië met beide vier titels. Deze finale, die bestond uit een heen- en een terugwedstrijd, werd gewonnen door Catalonië dat hiermee recordkampioen van de Copa Príncipe de Asturias werd. De overige finales werden in principe over één wedstrijd gespeeld, met een replay bij een gelijkspel.

## Winnaars
| Jaar | Winnaar    | Runner-up | Uitslag finale | Uitslag replay | Uitslag tweede replay |
| ---- | ---------- | --------- | -------------- | -------------- | --------------------- |
| 1915 | Baskenland | Catalonië | 1 - 0          | -              | -                     |
| 1916 | Catalonië  | Centrum   | 2 - 2          | 6 - 3          | -                     |
| 1917 | Centrum    | Catalonië | 2 - 0          | -              | -                     |
| 1918 | Centrum    | Asturië   | 3 - 2          | 3 - 1          | -                     |
| 1923 | Asturië    | Galicië   | 3 - 1          | -              | -                     |
| 1924 | Catalonië  | Centrum   | 4 - 4          | 3 - 2          | -                     |
| 1926 | Catalonië  | Asturië   | 2 -0           | 4 - 3          | -                     |